# Championnat du Koweït de football 2018-2019
Navigation
Saison précédente Saison suivante
La saison 2018-2019 du Championnat du Koweït de football est la cinquante-septième édition du championnat de première division au Koweït. La Premier League regroupe les dix meilleurs clubs du pays, regroupés au sein d'une poule unique où ils s'affrontent deux fois au cours de la saison. À l'issue du championnat, les deux derniers sont relégués en deuxième division.
Le club de Koweït SC défend son titre et remporte son quinzième championnat.

## Clubs participants
Le championnat revient à 10 équipes cette saison, il n'y a pas eu de relégation la saison passée.
- Al Arabi Sporting Club
- Al-Jahra
- Koweït SC
- Al Nasr Koweït
- Qadsia Sporting Club
- Al-Salmiya SC
- Al Tadamon Farwaniya
- Kazma Sporting Club
- Al-Fahaheel FC - promu de D2
- Al-Shabab SC - promu de D2

## Compétition

### Classement
Le barème utilisé pour établir le classement est le suivant :
- Victoire : 3 points
- Match nul : 1 point
- Défaite : 0 point

| Rang | Équipe                 | Pts | J  | G  | N | P  | Bp | Bc | Diff |
| ---- | ---------------------- | --- | -- | -- | - | -- | -- | -- | ---- |
| 1    | Koweït SC T C          | 42  | 18 | 13 | 3 | 2  | 52 | 14 | +38  |
| 2    | Qadsia Sporting Club   | 36  | 18 | 11 | 3 | 4  | 33 | 15 | +18  |
| 3    | Al-Salmiya SC          | 33  | 18 | 9  | 6 | 3  | 31 | 23 | +8   |
| 4    | Kazma Sporting Club    | 28  | 18 | 7  | 7 | 4  | 30 | 24 | +6   |
| 5    | Al Arabi Sporting Club | 27  | 18 | 7  | 6 | 5  | 27 | 24 | +3   |
| 6    | Al Nasr Koweït         | 18  | 18 | 4  | 6 | 8  | 16 | 26 | -10  |
| 7    | Al Tadamon Farwaniya   | 17  | 18 | 4  | 5 | 9  | 18 | 27 | -9   |
| 8    | Al-Shabab SC P         | 16  | 18 | 4  | 4 | 10 | 18 | 39 | -21  |
| 9    | Al-Jahra               | 15  | 18 | 4  | 3 | 11 | 16 | 29 | -13  |
| 10   | Al-Fahaheel FC P       | 13  | 18 | 2  | 7 | 9  | 21 | 42 | -21  |

| Légende : Qualifications et relégations | Légende : Qualifications et relégations                                                          |
| --------------------------------------- | ------------------------------------------------------------------------------------------------ |
|                                         | Qualification pour la Ligue des champions de l'AFC 2020                                          |
|                                         | Qualification pour la Coupe de l'AFC 2020                                                        |
|                                         | Qualification possible pour la Coupe de l'AFC 2020                                               |
|                                         | Relégué en Kuwaiti Division One                                                                  |
|                                         | T : Tenant du titre 2017-2018 C : Vainqueur de la Coupe du Koweït P : Promu de deuxième division |

- Si le champion ne se qualifie pas pour la phase de poule de  la Ligue des champions de l'AFC 2020, il est reversé en Coupe de l'AFC 2020.
- Si le champion se qualifie pour la phase de poule de  la Ligue des champions de l'AFC 2020, le troisième dispute la Coupe de l'AFC 2020.
- Qadsia Sporting Club est qualifié pour la Coupe de l'AFC 2020 comme le champion remporte également la Coupe du Koweït.

## Bilan de la saison
| Championnat du Koweït de football 2018-2019 |                       |
| Champion                                    | Koweït SC (15e titre) |
| Coupes et trophées                          |                       |
| Vainqueur de la Coupe du Koweït 2018-2019   | Koweït SC             |
| Qualifications continentales                |                       |
| Ligue des champions de l'AFC 2020           | Koweït SC             |
| Coupe de l'AFC 2020                         | Qadsia Sporting Club  |
| Promotions et relégations                   |                       |
| Promus en Premier League                    | Al Yarmouk            |
| Promus en Premier League                    | Al Sahel SC           |
| Relégués en First Division                  | Al-Jahra              |
| Relégués en First Division                  | Al-Fahaheel FC        |